# Tempeste di ghiaccio
Tempeste di ghiaccio (Frozen Impact) è un film statunitense del 2003, diretto da Neil Kinsella.